# Триљ
Триљ је град у Хрватској. Према попису из 2021. било је 1.906 становника.

## Географија
Триљ је смештен на југоистоку Сињског поља и даљем подножју планине Камешнице, уз реку Цетину. На југозападу га дели од мора планина Мосор од које је удаљен ваздушном линијом петнаестак километара. Море му даје обележје медитеранске климе ублажујући планинско континенталну коју узрокује близина Камешнице и босанских планина. Одувек је значајно саобраћајно чвориште и најзначајнији мосни прелаз у Цетинској крајини. Град и околина обилују природним лепотама. Величина града и број становника мења се кроз историју. Данас је град спојен са селом Ведрине и заједно чине јединствену урбану целину с преко 5.000 становника.

## Историја
До територијалне реорганизације у Хрватској налазио се у саставу старе општине Сињ.

## Становништво
На попису становништва 2011. године, град Триљ је имао 9.109 становника, од чега у самом Триљу 2.076.

### Познати Триљани
- Грше, репер.

### Град Триљ
| Број становника по пописима | Број становника по пописима | Број становника по пописима | Број становника по пописима | Број становника по пописима | Број становника по пописима | Број становника по пописима | Број становника по пописима | Број становника по пописима | Број становника по пописима | Број становника по пописима | Број становника по пописима | Број становника по пописима | Број становника по пописима | Број становника по пописима | Број становника по пописима |
| --------------------------- | --------------------------- | --------------------------- | --------------------------- | --------------------------- | --------------------------- | --------------------------- | --------------------------- | --------------------------- | --------------------------- | --------------------------- | --------------------------- | --------------------------- | --------------------------- | --------------------------- | --------------------------- |
| 1857.                       | 1869.                       | 1880.                       | 1890.                       | 1900.                       | 1910.                       | 1921.                       | 1931.                       | 1948.                       | 1953.                       | 1961.                       | 1971.                       | 1981.                       | 1991.                       | 2001.                       | 2011                        |
| 7.116                       | 8.078                       | 8.555                       | 10.060                      | 11.475                      | 11.903                      | 12.337                      | 12.972                      | 12.586                      | 13.338                      | 13.507                      | 13.529                      | 13.394                      | 13.894                      | 10.799                      | 9.109                       |

Напомена: Настао из старе општине Сињ. Од 1857. до 1981. део података садржан је у општини Дугопоље.

### Триљ (насељено место)
| Број становника по пописима | Број становника по пописима | Број становника по пописима | Број становника по пописима | Број становника по пописима | Број становника по пописима | Број становника по пописима | Број становника по пописима | Број становника по пописима | Број становника по пописима | Број становника по пописима | Број становника по пописима | Број становника по пописима | Број становника по пописима | Број становника по пописима | Број становника по пописима |
| --------------------------- | --------------------------- | --------------------------- | --------------------------- | --------------------------- | --------------------------- | --------------------------- | --------------------------- | --------------------------- | --------------------------- | --------------------------- | --------------------------- | --------------------------- | --------------------------- | --------------------------- | --------------------------- |
| 1857.                       | 1869.                       | 1880.                       | 1890.                       | 1900.                       | 1910.                       | 1921.                       | 1931.                       | 1948.                       | 1953.                       | 1961.                       | 1971.                       | 1981.                       | 1991.                       | 2001.                       | 2011                        |
| 49                          | 0                           | 261                         | 134                         | 147                         | 216                         | 0                           | 233                         | 379                         | 403                         | 579                         | 1.079                       | 1.561                       | 2.118                       | 2.381                       | 2.076                       |

Напомена: У 1869. и 1921. подаци су садржани у насељу Кошуте. До 1890. и у 1931. исказивано као део насеља.

### Попис1991.
На попису становништва 1991. године, насељено место Триљ је имало 2.118 становника, следећег националног састава:
| Попис 1991.‍   | Попис 1991.‍  | Попис 1991.‍ | Попис 1991.‍ | Попис 1991.‍ |
| ------------- | ------------ | ----------- | ----------- | ----------- |
|               |              |             |             |             |
| Хрвати        | Хрвати       |             | 2.064       | 97,45%      |
| Срби          | Срби         |             | 19          | 0,89%       |
| Албанци       | Албанци      |             | 6           | 0,28%       |
| Црногорци     | Црногорци    |             | 2           | 0,09%       |
| Бугари        | Бугари       |             | 1           | 0,04%       |
| Мађари        | Мађари       |             | 1           | 0,04%       |
| Немци         | Немци        |             | 1           | 0,04%       |
| остали        | остали       |             | 1           | 0,04%       |
| неопредељени  | неопредељени |             | 4           | 0,18%       |
| непознато     | непознато    |             | 19          | 0,89%       |
| укупно: 2.118 |              |             |             |             |